# سوزان لانگلان
 سوزان لانگلان (فرانسوی: Suzanne Lenglen‎؛ زاده ۲۴ مهٔ ۱۸۹۹ درگذشته ۴ ژوئیهٔ ۱۹۳۸) یک تنیس‌باز اهل فرانسه بود.او یکی از مشهورترین تنیس بازان جهان است که رکود های زیادی به جا گذاشته است.